# União das Freguesias de São Tomé do Castelo e Justes
Die União das Freguesias de São Tomé do Castelo e Justes ist eine portugiesische Gemeinde (Freguesia) im Kreis (Concelho) Vila Real im Norden Portugals.

## Geschichte
Die Gemeinde entstand im Zuge der Gebietsreform vom 29. September 2013 durch die Zusammenlegung der ehemaligen Gemeinden São Tomé do Castelo und Justes.
São Tomé do Castelo wurde Sitz der neuen Verwaltung.

## Demographie
| Freguesia | Freguesia                    | Freguesia | Freguesia       | ehemalige Freguesias | ehemalige Freguesias | ehemalige Freguesias | ehemalige Freguesias |
| --------- | ---------------------------- | --------- | --------------- | -------------------- | -------------------- | -------------------- | -------------------- |
| Wappen    | Freguesia                    | Einwohner | Fläche in (km²) | Wappen               | Freguesia            | Einwohner            | Fläche in (km²)      |
|           | São Tomé do Castelo e Justes | 1066      | 41,56           |                      | São Tomé do Castelo  | 944                  | 32,92                |
|           | São Tomé do Castelo e Justes | 1066      | 41,56           | Justes               | 337                  | 8,64                 |                      |